# بورونية رخوة
بورونية رخوة (الاسم العلمي:Boronia mollis) هي نوع من النباتات تتبع جنس البورونية من الفصيلة السذابية.